# Kabinett Préval/Alexis II

Wappen von Haiti

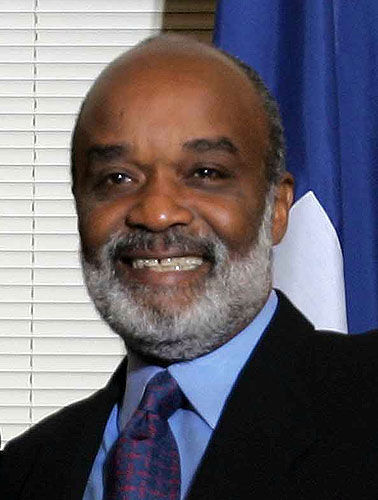
Präsident René Préval.

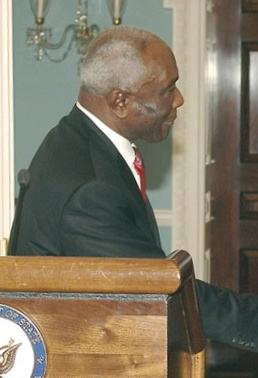
Premierminister Jacques-Édouard Alexis.

Das Kabinett Préval/Alexis II war die Regierung von Haiti vom 6. Juni 2006 bis zum 12. April 2008. Das Kabinett von Präsident René Préval und Premierminister Jacques-Édouard Alexis löste das Kabinett Boniface/Latortue ab und wurde durch das Kabinett Préval/Pierre-Louis abgelöst.

## Geschichte
Der bei der Präsidentschaftswahl am 7. Februar 2006 gewählte René Préval übertrug zum zweiten Mal die Leitung einer Regierung Jacques-Édouard Alexis. Der Agrarwissenschaftler war von 1999 bis 2001, während Prévals erster Amtszeit (1996–2001), Premierminister. Seine Regierung, die nach zwei Jahren der Führung keine positiven Ergebnisse zeigte und sich Herausforderungen gegenübersah, die sie jeden Tag zu überfordern schienen, darunter grassierendes Elend, Unsicherheit und Arbeitslosigkeit, wurde am 12. April 2008 vom Senat der Republik gerügt. Premierminister Alexis und seine Regierung blieb dennoch geschäftsführend bis zum 6. September 2008 im Amt und schloss die aktuellen Angelegenheiten ab. Michèle Pierre-Louis, die dritte Wahl von René Préval (die ersten beiden wurden vom Parlament in der ersten Phase der Ratifizierung entlassen), wurde die Nachfolgerin von Alexis und behielt fast die Hälfte der Minister des Kabinetts.

## Kabinettsmitglieder

### Präsident, Premierminister und Minister
| Amt | Amtsinhaber                                |
| --- | ------------------------------------------ |
| Präsident (Président de la République) | René Préval                                |
| Premierminister (Premier Ministre) | Jacques-Édouard Alexis                     |
| Minister für Auswärtige Angelegenheiten und Kulte (Affaires Etrangères et des Cultes)                                                                                        | Raynald Clérismé                           |
| Sozialminister (Affaires Sociales) | Gérald Germain                             |
| Minister für Landwirtschaft und natürliche Ressourcen (Agriculture et des Ressources Naturelles)                                                                             | François Severin                           |
| Ministerin für Handel und Industrie (Commerce et de l’Industrie) | Maguy Durcé                                |
| Frauenministerin (Condition Féminine) | Marie Laurence Jocelyne                    |
| Minister für Kommunikation und Kultur (Communication et Culture) | Daniel Elie 25. September 2007: Eddy Lubin |
| Minister für Wirtschaft und Finanzen (Économie et des Finances) | Daniel Dorsainville                        |
| Minister für Nationale Bildung (Education Nationale) | Gabriel Bien-Aimé                          |
| Umweltminister (Environnement) | Claude Germain                             |
| Minister für im Ausland lebende Haitianer (Haitiens vivant à l’Étranger) | Jean Généus                                |
| Minister für Inneres und Territorialgemeinschaften (Intérieur et Collectivités Territoriales)                                                                                | Paul Antoine Bien-Aimé                     |
| Minister für Justiz und Nationale Sicherheit (Justice et Sécurité Nationale)                                                                                                 | René Magloire                              |
| Minister für Planung und auswärtige Zusammenarbeit (Planification et Coopération Externe)                                                                                    | Max Bellerive                              |
| Minister für öffentliche Gesundheit und Bevölkerung (Santé Publique et Population)                                                                                           | Robert Auguste                             |
| Tourismusminister (Tourisme) | Patrick Delatour                           |
| Minister für öffentliche Arbeit, Verkehr und Kommunikation (Travaux Publics, Transports et Communication)                                                                    | Frantz Vérella                             |
| Beigeordneter Minister beim Premierminister für die Beziehungen zum Parlament (Bureau du Ministre Délégué auprès du Premier Ministre chargé des Relations avec le Parlement) | Joseph Jasmin                              |

### Staatssekretäre
| Amt                                                                                | Amtsinhaber        |
| ---------------------------------------------------------------------------------- | ------------------ |
| Landwirtschaft und natürliche Ressourcen (Agriculture et Ressources Naturelles)    | Joanas Gué         |
| Wirtschaft und Finanzen (Économie et Finances)                                     | Sylvain Lafalaise  |
| Integration von Menschen mit Behinderungen (Intégration des Personnes Handicapées) | Michel Péan        |
| Öffentliche Sicherheit (Sécurité Publique)                                         | Luc Joseph Euchère |